# Novelists
Novelists est un groupe français de metalcore, originaire de Paris et Marseille. Leur style musical allie des éléments propres au heavy metal (riff, growl, double grosse caisse) ainsi qu'un côté mélodieux (voix, solos, mélodie).

## Histoire
Le groupe Novelists est formé en 2013 par les frères Amael et Florestan Durand. Peu de temps après, Matteo Gelsomino, Nicolas Delestrade et Charles-Henri Teule les rejoignent. Précédemment, les frères Durand ont déjà joué ensemble dans différents groupes, tandis que les autres membres faisaient partie du groupe A Call to Sincerity. À la création des Novelists, les membres du groupe décident de sortir quelques singles auto-édités avant d'essayer un contrat d'enregistrement afin de se faire connaître.       
Six singles ont été publiés en avril 2014. À la suite de cela, le groupe décide de sortir un album. Pour réaliser ce projet, le groupe conclut un contrat avec la société The Artery Foundation Management. En novembre 2014, Novelists font leur première tournée européenne avec I, the Breather (en) et Shoot the Girl First.       
En juillet 2015, le groupe annonce la signature d'un contrat avec le label discographique Arising Empire. Le premier album Souvenirs est publié le 13 octobre 2015. Une tournée américaine prévue la même année avec I, the Breather est annulée en raison de problèmes de visa. À partir de janvier 2016, le groupe collabore avec l'agence de musique Avocado Booking. Il y a eu deux tournées. En avril 2016 avec For Today et Silent Planet et en octobre 2016 avec Breakdown of Sanity et Dream On, Dreamer.       
En juin 2017, Novelists sortent le single The Light, the Fire. La sortie de ce single accompagnait la tournée avec While She Sleeps et Northlane.Un mois après la sortie de ce single, le groupe annonce sa signature avec la maison de disques SharpTone Records, ainsi que la sortie de leur deuxième album studio intitulé Noir, prévu pour le 8 septembre 2017. En 2018, Florestan Durand apparait en featuring sur un titre de l'album Fantasy de LANDMVRKS.        
Le 24 janvier 2020, Novelists sortent leur album nommé C'est la vie. A l'occasion de sa promotion, Matteo Gelsomino et Amael Durand accordent une interview détaillée sur ce disque au magazine Hard Force et font un bilan des deux dernières années écoulées depuis l'album Noir. Un peu plus tard, le groupe a surpris ses fans avec une version remixée et remasterisée de l'album. Courant avril 2020, Novelists et le chanteur Mattéo Gelsomino se sont séparés. Le groupe annonce des auditions ouvertes en ligne. Comme mentionné dans une interview pour MetalZone, Mattéo est un grand fan de rap. Il décide de poursuivre sa carrière en solo sous le nom de Sal3m. Le 27 novembre 2020, Novelists dévoile Lost Cause, son nouveau single et premier clip avec le chanteur Tobias Rische (ex-Alazka). Le 12 mars 2021, sort un deuxième titre, Terrorist.
Le 29 mars 2022, le groupe annonce simultanément l'arrivée d'un nouveau membre le guitariste Pierre Danel et la sortie de leur nouveau album Déjà Vu sortie prévue le 2 septembre 2022. Dans la foulée, le groupe présente un nouveau single intitulé Smoke Signals et fait suite aux sorties ces derniers mois des titres Terrorist, Lost Cause et Do You Really Wanna Know.
Le 7 avril 2023, le groupe annonce sur leurs réseaux sociaux le départ de Tobias Rische. Celui-ci déclare seulement que le groupe et lui ne s’entendent finalement pas aussi bien qu’ils le pressentaient au niveau professionnel. Le 13 septembre 2023, Novelists sort le clip Turn it Up, dévoilant ainsi leur nouvelle chanteuse Camille Contreras. Le groupe indique sur leurs réseaux sociaux avoir été au bord de la séparation, mais que la venue de Camille en tant que nouvelle chanteuse est un miracle et a redonné la passion et la confiance pour le futur.

## Style musical
Le groupe Novelists est souvent présenté comme un groupe de metalcore, de metal progressif, ou encore de djent. Des comparaisons sont ainsi faites avec des représentants de ces styles tels que Periphery, Monuments ou encore Heart of a Coward. Pour le côté djent, le groupe joue avec une basse à cinq cordes et deux guitares à sept cordes.
Leur musique se caractérise par « des changements de rythme avec de belles courses de guitare » et des mélodies récurrentes à la guitare mais sans « perdre l'agressivité ». Vincent Grundke décrit la musique pour le magazine Metal Hammer en disant qu'« Ils évoquent un mélange sonore harmonieux rapide à la guitare dans le style djent et metal progressif avec une ambiance hardcore en particulier dans la voix ». Les chansons varient entre chant guttural et chant clair, avec un accent particulier sur ce dernier pour un groupe de metal. D'un autre côté, la guitare est considérée comme rythmique, groovy, progressive et technique.

## Membres

### Membres actuels
- Camille Contreras - chant
- Florestan Durand - guitare
- Pierre Danel - guitare
- Nicolas Delestrade - basse
- Amael Durand - batterie

### Anciens membres
- Charles-Henri Teule - guitare
- Matteo Gelsomino - chant
- Tobias Rische - chant

## Discographie
- 2014 : Demo EP (démo, auto-publiée)
- 2015 : Gravity (single, auto-édité)
- 2015 : Souvenirs (album, Arising Empire)
- 2017: The Light, the Fire (Single, Arising Empire)
- 2017: Noir (album, Arising Empire)
- 2020: C'est la vie (album, Arising Empire)
- 2022 : Déjà Vu (album, Arising Empire)
- 2025 : Coda (album, ACKOR Music)

## Clips
| Année | Album(s)               | Titre(s)                                         | Réalisateur(s)                                |
| ----- | ---------------------- | ------------------------------------------------ | --------------------------------------------- |
| 2013  | Demo EP                | Immedicable                                      | Dissension Production                         |
| 2015  | Souvenirs              | Gravity Voyager Echoes                           | Renaud Kritzinger Pavel Trebukhin Tuan Nguyen |
| 2016  | Souvenirs              | Souvenirs 5:12 am                                | Pavel Trebukhin                               |
| 2017  | Noir                   | The Light, the Fire A Bitter End L'appel du vide | Pavel Trebukhin                               |
| 2019  | C'est la vie           | C'est la vie                                     | Alexis Fontaine, Nicolas Delestrade           |
| 2020  | Lost Cause (single)    | Lost Cause                                       | Pavel Trebukhin                               |
| 2021  | Terrorist (single)     | Terrorist                                        | Pavel Trebukhin                               |
| 2022  | Smoke Signals (single) | Smoke Signals                                    | Aurélien Maria                                |
| 2023  | Turn It Up Prisoner    |                                                  | Pavel Trebukhin, Nicolas Delestrade           |